# Tillandsia rudolfii
Tillandsia rudolfii es una especie de planta epífita dentro del género  Tillandsia, perteneciente a la  familia de las bromeliáceas. Es originaria de Ecuador.  

## Taxonomía
Tillandsia rudolfii fue descrita por Elvira Angela Gross y publicado en Die Bromelie 3: 76. 2003.
Etimología
Tillandsia: nombre genérico que fue nombrado por Carlos Linneo en 1738 en honor al médico y botánico finlandés Dr. Elias Tillandz (originalmente Tillander) (1640-1693).
rudolfii: epíteto